# 中沢邦男
中沢 邦男（なかざわ くにお、1950年 - ）は、神奈川県出身の元アマチュア野球選手。ポジションは捕手。

## 来歴・人物
日本大学高校では2年生時に、右翼手、五番打者として1967年夏の甲子園県予選決勝に進むが、武相高の島野修に抑えられ、延長11回の末に0-1でサヨナラ負け。
日本大学に進学。東都大学野球リーグでは捕手として活躍、同期の鈴木博識（当時は鈴木博、三菱自動車川崎－日大監督）、1年下の小山良春（三協精機）らとバッテリーを組む。1971年秋季リーグでは最上級生の畑野実らと打線の主軸となり優勝、最高殊勲選手に選出される。同年の明治神宮野球大会でも、決勝でエース山本和行を擁する亜大を降し初優勝を飾った。強肩で知られ、1971年秋季リーグから3季連続でベストナイン（捕手）に選出される。1972年の第1回日米大学野球選手権大会日本代表となり、正捕手として山口高志、藤田康夫らとバッテリーを組み、日本の勝利に貢献した。他の大学同期に一塁手の金子憲治（日本楽器）がいる。
1973年に大学卒業後、日本鋼管に入社。同年の都市対抗では古屋英雄、上岡誠二、池田善吾（三菱自動車川崎から補強）の3投手を好リードし、決勝で日産自動車を降し優勝。1976年の都市対抗は梶間健一、前保洋らの継投で勝ち進む。決勝では梶間と北海道拓殖銀行の千藤和久が互いに無失点で投手戦を展開。9回表に斎藤茂樹が拓銀二番手の有沢賢持（日産サニー札幌から補強）から適時二塁打を放つ。この決勝点を前が守り切り優勝を飾った。同大会の優秀選手賞を獲得。1978年の都市対抗でも、木田勇とバッテリーを組み決勝に進むが、東芝の黒紙義弘に完封を喫し準優勝にとどまった。1982年の都市対抗で10年連続出場表彰を受ける。
1973年、1975年のインターコンチネンタルカップ日本代表に選出され、1974年の社会人野球選抜キューバ遠征にも参加している。

引退後は母校・日本大学高校の監督を務めた。